# 에마뉘엘 아데바요르
셰이 지마뉘엘 아레마요르(프랑스어: Sheyi Emmanuel Adebayor, 1990 10월 18일 ~ )는 토고의 전 프로 축구 선수로, 포지션은 공격수였고 현역 시절에는 클루브 올림피아, 모나코, 레알 마드리드 등에서 뛰었다. 그는 2008년 아프리카 올해의 축구 선수로 선정되기도 했다.
아데바요르는 독일에서 열린 2006년 FIFA 월드컵에서 토고 축구 국가대표팀의 일원으로 참가하기도 했다. 2010년 1월, 아데바요르는 앙골라에서 열린 2010년 아프리카 네이션스컵 당시 버스 공격 사건의 표적이 된 국가대표팀 선수들 중 한 명으로, 그는 이 사태 이후 국가대표팀에서 일시적으로 은퇴했다. 2013년, 그는 남아프리카 공화국에서 열린 2013년 아프리카 네이션스컵에 참가해 조국을 8강에 올려놓았다. 그는 31골로 현재 토고 국가대표팀의 역대 최다 득점자이기도 하다.
https://m.blog.naver.com/okilove2/173970445

## 클럽 경력

### 초기 경력
로메 출신으로 요루바 혈통의 부모 사이에서 태어난 아데바요르는 유년 시절 대부분을 흔히 로메 체육단으로 알려진 토고의 로메 체육 발달 기관 (Centre de Développement Sportif de Lomé)에서 보냈다. 로메 체육단에서 활약하는 아데바요르는 메스의 스카우터들에 의해 발굴되었고, 그는 1999년에 프랑스로 건너갔다. 2001년 11월 17일, 그는 FC 소쇼-몽벨리아르를 상대로 리그 1 신고식을 치렀다. 메스가 시즌 후 리그 2로 강등되었지만, 그는 34경기에서 13골을 기록해 2003년 여름에 모나코로 이적하게 되었다. 그는 모나코 소속으로 9번의 유럽대항전에 출전했는데, 소속 구단은 겔젠키르헨에서 벌어진 FC 포르투와의 2004 UEFA 챔피언스리그 결승전까지 올라갔지만, 그는 후보 선수로 대기하는데 만족해야 했다.

### 아스널
2006년 1월 13일, 아스널은 £3M으로 추정되는 가격에 아데바요르를 영입했다. 그는 "어린 카누"라는 별칭이 붙었는데, 별칭은 아스널의 전 거물급 선수이자 아데바요르가 유년 시절에 우상화했던 선수인 느왕쿼 카누에서 딴 것이었다. 2006년 2월 4일, 아데바요르는 버밍엄 시티와의 경기에서 프리미어리그 신고식을 치렀고, 21분만에 득점을 올려 2-0 승리에 일조했다. 포병대 일원으로서의 첫 시즌에 그는 10경기에 나서 4골을 기록했다. 그러나, 아데바요르는 이미 전 소속 구단인 모나코 소속으로 예선전에 출전해 에아스널의 UEFA 챔피언스리그 2005-06 경기에 출장 불가능했는데, 소속 구단은 바르셀로나와의 결승전에서 패했다.
아데바요르는 올드 트래퍼드에서 벌어진 맨체스터 유나이티드와의 원정 경기에서 아스널의 1-0 결승골을 기록해 소속 구단의 2006-07 시즌 첫 승을 선사했다. 아데바요르는 같은 경기에서 득점하기에 앞서 페널티 구역에서 넘어저 아스널에 페널티킥을 가져다 주었지만, 지우베르투 시우바가 찬 공은 막혔다. 2006년 11월 8일, 아데바요르는 에버턴과의 풋볼 리그 컵 16강전에서 1-0 결승골을 기록해 소속 구단의 8강행을 이끌었다.

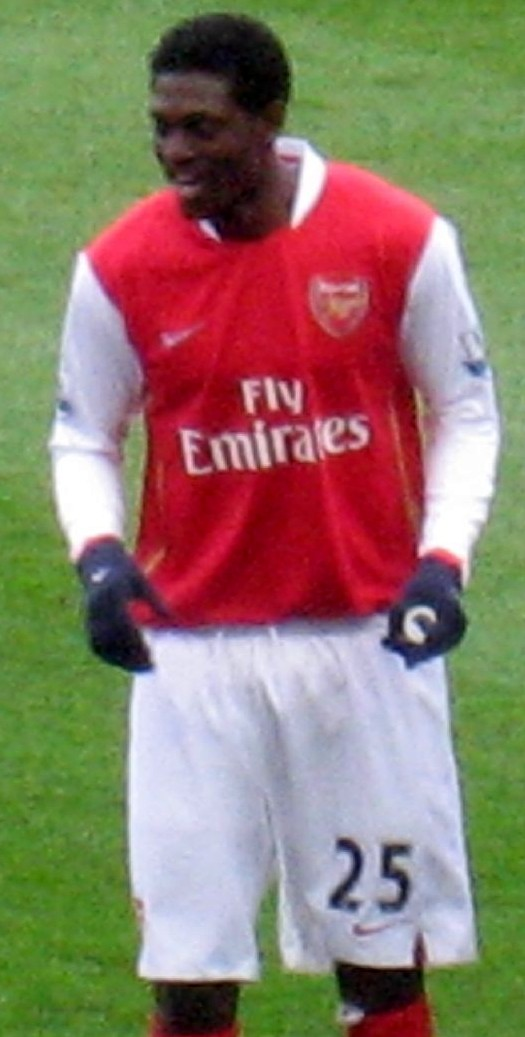
아스널의 아데바요르

그는 첼시에게 1-2로 패한 풋볼 리그 컵 결승전에서 퇴장을 당했다. 그는 경기 막판에 첼시와 아스널 간 패싸움에 연루되어 즉시 퇴장당했다. 그는 프랭크 램퍼드에게 주먹을 날린 것으로 보고 되었다. 잉글랜드 축구 협회는 퇴장에 대해 3경기 출장 정지 징계를 내린 것은 물론 경기장을 즉시 퇴장하지 않은 것에 대해 추가적으로 한 경기 더 출장을 못하도록 하고, £7,500의 벌금령도 내렸다. 아데바요르와 램퍼드 모두 이 사태를 부인했다.
2007년 9월 15일, 아데바요르는 토트넘 홋스퍼와의 시즌 첫 북런던 더비 경기에서 2골을 기록해 3-1 승리를 견인했다. 9월 22일에는 더비 카운티와의 안방 경기에서 아스널 합류 이래 첫 해트트릭을 기록해 5-0 대승에 큰 공을 세웠다. 그의 해트트릭은 에미레이트에서 터진 통산 2호 해트트릭이기도 했다. 1월 22일, 그는 논란의 상황에 연루되었는데, 그는 1-5로 패한 토트넘과의 풋볼 리그 컵 준결승전 경기에서 동료 니클라스 벤트네르와 충돌했다. 벤트네르는 충돌로 코 부상을 당한 것으로 보였고, 아데바요르는 그 다음 날 사과했다. 사흘 후, 그는 3-0으로 이긴 뉴캐슬 유나이티드와의 FA컵 경기에서 에미레이트 100호골의 주인공이 되었다. 아데바요르는 3월 4일 밀란과의 UEFA 챔피언스리그 경기에 선발로 나서 득점 행진을 이어나갔다. 그는 이전에 대회에서 득점한 경험이 없지만, 산 시로에서 벌어진 2차전에서 골을 기록했다.
4월 28일, 아데바요르는 6-2로 이긴 더비 카운티와의 원정 경기에서 교체로 들어가 아스널에서의 두 번째 해트트릭을 기록했는데, 그는 프리미어리그 역사상 같은 상대에게 안방과 원정에서 해트트릭을 기록한 최초의 선수가 되었다. 비록 아스널은 시즌을 빈 손으로 마쳤지만, 그는 PFA 올해의 팀 일원으로 선정되었다. 아데바요르가 토트넘 홋스퍼를 상대로 기록한 두 번째 골은 오늘의 경기에 의해 프리미어리그 2007-08 올해의 골로 선정되었다. 그는 2008년 BBC 아프리카 올해의 축구 선수로 선정되기도 했다.
아데바요르는 2008년 여름 이적 시장에서 밀란과 바르셀로나의 £30M 제의를 받았지만, 나중에 아스널과 장기간 계약을 맺었다. 2008년 9월 13일, 4-0으로 이긴 블랙번 로버스와의 경기에서 해트트릭을 기록해 2008-09 시즌이 시작한 이래 처음으로 골맛을 보았다. 아데바요르는 1-1로 비긴 리버풀과의 경기에서 상대 수비수인 알바로 아르벨로아와 언쟁을 벌이다 처음으로 퇴장당했다. 그는 두 번의 경고가 누적되어 퇴장하였기에 한 경기 출전을 못하게 되었다. 2월 8일, 아데바요르는 토트넘 홋스퍼와 0-0으로 비긴 경기에서 힘줄 부상을 당했다. 이 부상으로 아데바요르는 본래 3주 동안 활동하지 못할 것으로 예상되었지만, 실제로 거의 두 달 동안 활동하지 못했다. 그는 맨체스터 시티와의 복귀전에서 2골을 기록해 득점 행진을 이어나갔다.
2009년 4월 7일, 아데바요르는 비야레알과의 UEFA 챔피언스리그 8강전 경기에서 아스널의 동점골을 기록했는데, 그는 공을 가슴으로 받아 공을 제어했고, 이후 몸을 돌려차 넣었다. 1주 후, 에미레이트 경기장에서 벌어진 2차전 경기에서도 득점해 3-0 승리에 일조했고, 맨체스터 유나이티드와의 준결승전으로 견인했다. 그러나, 아데바요르는 막판 프리미어리그 두 경기에 부상으로 결장했고, 시즌을 20골 기록한 로빈 판 페르시에 이어 16골로 선수단 내 득점 2위로 마쳤다.

### 맨체스터 시티

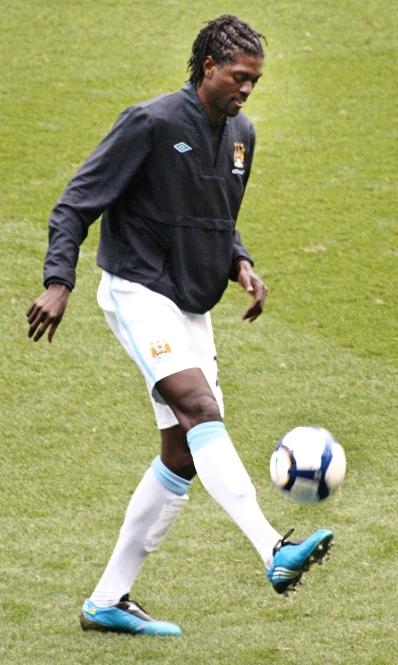
맨체스터 시티의 아데바요르

2009년 7월 18일, 아데바요르는 맨체스터 시티와 5년 계약을 맺었고, 이적료는 £25M 정도로 추산되었다. 그는 블랙번 로버스를 상대로한 맨체스터 시티 데뷔전에서 기록했는데, 그는 시작 3분만에 16미터 거리에서 골을 넣었다. 울버햄프턴 원더러스와의 안방 데뷔전에서 아데바요르는 같은 여름에 신입생으로 들어온 카를로스 테베스의 공을 받아 17분에 1-0 결승골을 기록했다. 그는 포츠머스와의 원정 경기에서도 머리로 1-0 결승골을 넣어 리그 3경기 연속 득점을 올렸다.
그는 친정 구단 아스널과의 경기에서도 골을 넣어 4경기 연속 득점을 기록했고, 소속 구단은 맨체스터 시립 경기장에서 4-2 승리를 쟁취했다. 아스널과의 경기를 통해, 아데바요르는 입단 후 처음 네 경기에서 연속으로 득점을 올린 6명의 선수들 중 한 명이 되었다. 그러나, 아스널과의 경기에서, 아데바요르의 전 동료인 로빈 판 페르시는 그가 자신의 얼굴을 고의로 찼다고 항의했고, 그는 폭력적인 행각으로 3경기 출장 정지 징계를 받았다. 아데바요르는 경기장을 가로질러 아스널 관중 앞에서 골을 자축해 아스널 지지자들의 분노를 사기도 했다. 그는 이 행위로 경고를 받았지만 나중에 사과했다. 마크 휴즈 맨체스터 시티 감독은 아데바요르가 맨체스터 시티 팬들의 지지를 받기 위해 이 행위를 했다고 주장했다. 또한 카메룬인 전 아스널 미드필더이자 아데바요르와 축구계에서 가장 가까이 지내던 알렉상드르 송은 맨체스터 시티가 4-2로 이기는 과정에서 자신에게 따귀를 때렸다 주장했고, 세스크 파브레가스 전 아스널 주장도 아데바요르가 자신을 밟으려 했다고 주장했다.
2010-11 시즌 시작을 앞두고, 그는 아스널과 맨체스터 시티에서 쭉 달고 오던 25번 대신에 9번이 주어졌다. 10월 21일, 그는 레흐 포즈난과의 UEFA 유로파리그 경기에서 맨체스터 시티 이적 후로는 첫 해트트릭을 완성했다. 그리함에 따라, 그는 유럽대항전에서 해트트릭을 기록한 최초의 맨체스터 시티 선수가 되었다. 그러나, 2010-11 시즌, 아데바요르는 맨체스터 시티의 에딘 제코와 마리오 발로텔리를 영입하였고, 카를로스 테베스도 그보다 선호를 받아 소속 구단의 치열한 주전 경쟁에서 밀려났다. 2011년 8월, 로베르토 만치니 감독은 아데바요르가 크레이그 벨라미와 함께 자신의 계획에 포함되지 않아 맨체스터 시티를 떠날 수 있다고 언급했다.

#### 레알 마드리드 임대

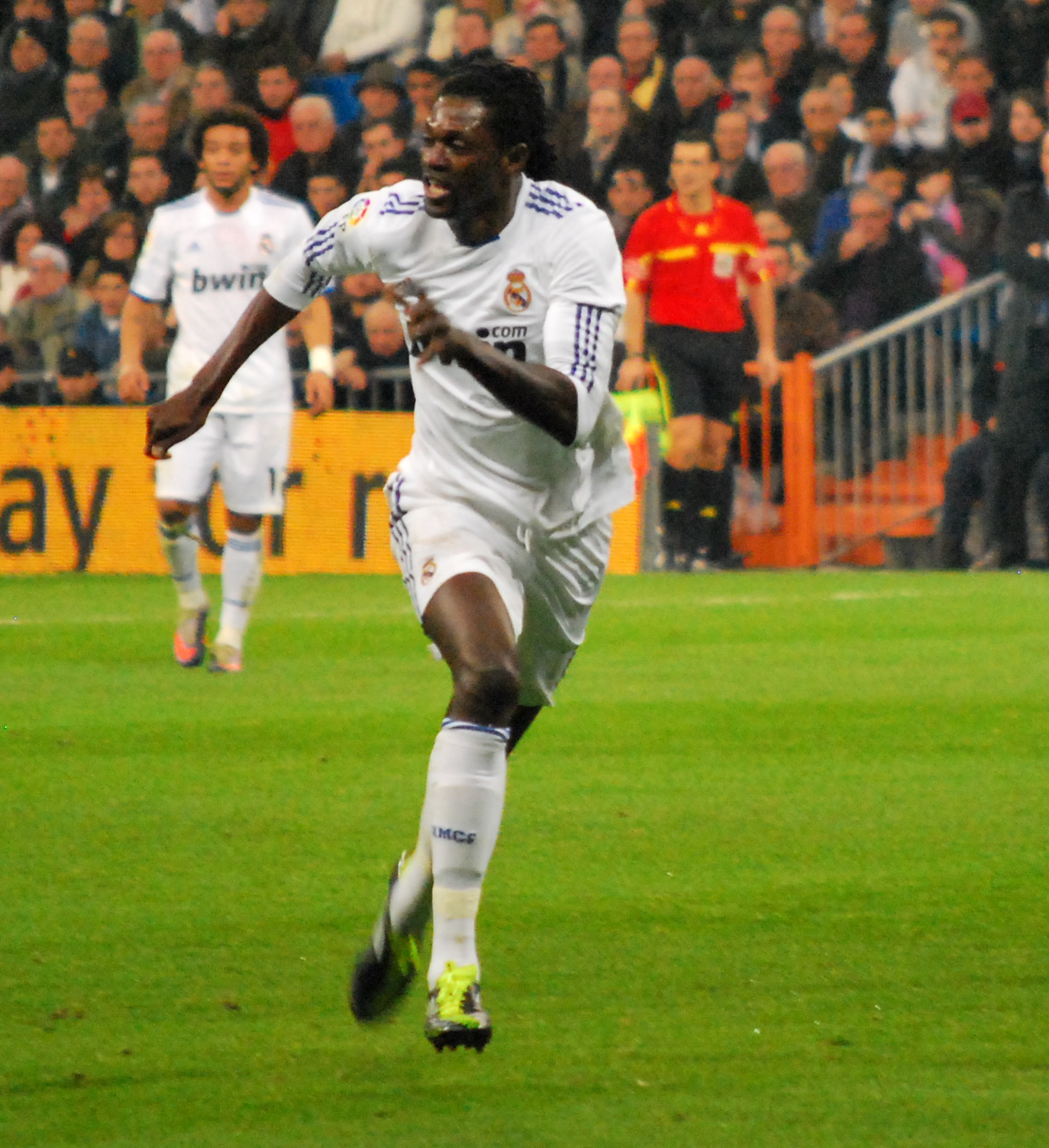
레알 마드리드의 아데바요르

2011년 1월 25일, 아데바요르는 시즌 남은 기간 동안 레알 마드리드로 임대되었다. 아데바요르는 산티아고 베르나베우에서 벌어진 세비야와의 코파 델 레이 준결승 2차전에서 레알 마드리드에서의 첫 골을 기록했다. 경기는 2-0으로 끝났고, 합계 3-0 승리를 거두었다.
그 다음 주말, 그는 산티아고 베르나베우에서 벌어진 레알 소시에다드와의 경기에서 라 리가 첫 골을 기록했다. 경기는 4-1로 끝났고, 아데바요르는 막판 3분을 남겨놓고 득점을 기록했다. 2011년 3월 6일, 아데바요르는 라싱 산탄데르와의 경기에서 메수트 외질이 넘긴 공을 받아 24분에 선제골을 기록했다. 레알 마드리드는 경기를 3-1로 이겼다. 아데바요르는 스포르팅 히혼과의 경기에서 득점 기회를 많이 놓쳐 비난을 받았다. 그 경기는 스포르팅 히혼에게 0-1로 패했다. 아데바요르는 마드리드 소속으로 유럽 무대에서 2골을 넣었는데, 2011년 4월 5일, 4-0으로 이긴 토트넘 홋스퍼와의 경기에서 4-0 승리를 견인했다. 4월 20일, 그는 레알 마드리드 소속으로 처음으로 대회 우승을 맛보았는데, 1-0으로 이긴 바르셀로나와의 코파 델 레이 결승전에서 후반전에 교체로 출전했다.
2011년 5월 21일, 아데바요르는 알메리아와의 라리가 2010-11 최종전에서 처음으로 해트트릭을 기록했다. 같은 경기에서 레알 마드리드는 알메리아를 8-1로 꺾었다.
아데바요르는 스페인 시즌이 끝난 후 맨체스터 시티로 복귀했지만, 2011년 7월 11일 미국의 시즌 전 훈련에 제외되었고, 유소년 및 2군과의 구단 훈련에 불참한 대가로 £300,000의 벌금령이 내려졌다.

### 토트넘 홋스퍼
2011년 8월 25일, 토트넘 홋스퍼는 1년 임대로 아데바요르를 영입했다. 2011년 9월 10일, 아데바요르는 울버햄프턴 원더러스와의 첫 경기에서 67분에 첫 골을 올렸다. 2011년 9월 18일, 그는 4-0으로 이긴 리버풀과의 경기에서 안방 첫 경기를 치러 2골을 기록했고, 그의 두 번째 골은 성인 무대 리그 100호골이었다.
아데바요르는 10월 2일, 전 소속 구단 아스널과의 북런던 더비에서 라파엘 판 데르 파르트의 골을 도와 2-1 승리에 일조했다. 그는 11월 21일, 2-0으로 이긴 애스턴 빌라와의 경기에서 토트넘 이적 후 4호, 5호골을 연달아 기록했는데, 첫 골은 머리를 넘겨 찬 골이었고, 두 번째 골은 제임스 콜린스 애스턴 빌라 수비수의 실책을 처리한 것이었다. 그는 3-1로 이긴 웨스트 브로미치 앨비언과의 경기에서도 2골을 추가했다. 이후, 아데바요르는 두 골을 추가했는데, 한 골은 스토크 시티를 상대로 페널티킥으로 기록했고, 다른 한 골은 첼시와의 더비 경기에서 기록했는데, 이 경기는 1-1로 비겼다.
2012년 2월 11일, 아데바요르는 뉴캐슬 유나이티드를 상대로 뜬 공을 차넣었고, 4번 골을 도와 5-0 승리를 견인했다. 2월 26일, 그의 28번째 생일날, 아데바요르는 에미레이트에서 아스널을 상대로 페널티킥을 넣어 2-0으로 앞서나가게 했지만, 결국 토트넘이 2-5로 패했다. 4월 1일, 아데바요르는 3-1로 이긴 스완지 시티와의 경기에서 2골을 기록했다. 2012년 4월 15일, 아데바요르는 첼시와의 FA컵 준결승전에서 개러스 베일이 넣은 토트넘의 만회골을 도왔지만, 1-5로 패했다. 아데바요르는 2경기 연속으로 토트넘 경기에서 골을 기록했는데, 볼턴 원더러스와의 리복 경기장 원정 경기에서 2골을 기록해 4-1 승리에 공헌했고, 1-1로 비긴 애스턴 빌라와의 경기에서는 페널티킥으로 1골을 넣었다.
5월 13일, 같은 런던 연고인 풀럼과의 경기에서 토트넘 임대 기간 중의 마지막 경기에서, 아데바요르는 선제골을 넣어 2-0 승리에 일조했고, 소속 구단은 리그를 4위로 마쳤다. 아데바요르는 18골 (프리미어리그 17골) 로 토트넘의 최다 득점자로 시즌을 끝냈다.
2012년 8월 21일, 아데바요르는 오랜 협상 끝에 £5M의 이적료로 토트넘 홋스퍼에 영구히 합류했다.
2012년 11월 17일, 아데바요르는 아스널과의 북런던 더비 경기에서 1-0으로 앞서나가는 초반 선제골을 넣었지만, 7분 후 산티 카솔라에 가한 반칙으로 하워드 웹 주심에 의해 퇴장당했다. 결국 경기는 2-5 역전패로 끝났다. 2013년 1월 1일, 아데바요르는 레딩과의 경기에서 애런 레넌이 배급한 공을 머리로 집어넣어 시즌 첫 안방 골을 기록했다. 토트넘은 이 경기를 3-1로 끝냈다. 2013년 3월 14일, 아데바요르는 결정적인 원정골을 기록해 인테르나치오날레와의 UEFA 유로파리그 경기에서 합계로 동률을 이루고 원정 다득점 원칙에 따라 토트넘을 대회 8강에 올렸다. 그는 바젤과의 다음 경기에서 결정적인 페널티킥을 획득하고 주자로 나섰지만 공을 골대 위로 날려버렸고, 토트넘은 대회에서 탈락했다. 그는 2-2로 비긴 첼시와의 5월 8일자 경기에서 페널티 구역 바깥에서 득점을 올려 승부를 1-1 원점으로 돌렸다. 2013년 5월 12일, 그 다음 주 일요일에 스토크 시티와의 경기에서 클린트 뎀프시가 배급한 공을 받아 83분에 2-1 결승골의 주인공이 되었다.
2013-14 시즌 초, 공격수에게 유소년부와 훈련을 명한 안드레 빌라스-보아스 감독이 해임되면서, 아데바요르는 팀 셔우드 후임 감독에 의해 토트넘 1군으로 복귀했고, 웨스트 햄 유나이티드와의 풋볼 리그 컵 안방 8강 경기에서 득점했지만 1-2로 졌다. 그는 이어지는 프리미어리그 10경기에서 8골을 기록했는데, 이 중에는 사우샘프턴전, 맨체스터 유나이티드전, 그리고 스완지 시티전, 에버턴전, 그리고 뉴캐슬 유나이티드전 결승골이 포함되어 있다. 2014년 4월 7일, 아데바요르는 5-1로 이긴 선덜랜드와의 안방 경기에서 2골을 추가해 프리미어리그 시즌 10호골을 기록했다.
그는 25경기 출전 14골로 토트넘 최다 득점자로 시즌을 마무리했는데, 2014년 5월 11일, 3-0으로 이긴 애스턴 빌라와의 화이트 하트 레인 홈경기에서도 득점을 기록했다. 2015년 9월 13일, 그는 상호 계약 해지로 토트넘을 떠났다.

### 크리스털 팰리스
2016년 1월 26일, 아데바요르는 시즌 말까지 유효한 6개월 계약으로 프리미어리그의 크리스털 팰리스에 합류했다. 2월 13일, 그는 1-2로 패한 왓퍼드와의 프리미어리그 경기에서 처음이자 마지막으로 크리스털 팰리스에서 골을 기록했다. 2016년 6월 13일, 아데바요르는 팰리스와의 계약이 6월 30일에 만료됨에 따라 방출될 것임을 밝혔다.

## 국가대표팀 경력

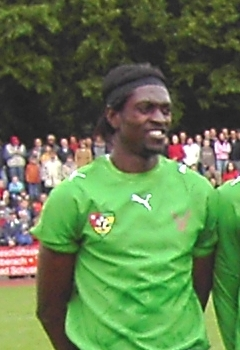
2006년 5월, 토고 국가대표팀의 아데바요르

아데바요르는 나이지리아 국가대표팀으로 출전할 자격이 있지만, 출생국을 대표하기로 결정했다. 아데바요르는 예선에서 11골로 토고의 2006년 아프리카 네이션스컵 본선행에 일조했는데, 그는 아프리카 대회 예선 최다 득점자였다. 2009년 2월 10일, 아프리카 축구 연맹 (CAF)는 나이지리아 라고스에서 열린 시상식에서 아데바요르를 아프리카 올해의 축구 선수로 선정했다. 아데바요르는 이집트의 모하메드 아부트리카와 가나의 마이클 에시엔을 제치고 CAF 54개 회원국 국가대표팀 감독의 투표를 통해 수상자로 결정되었다. 그는 아프리카 최우수 선수로 선정된 최초의 토고인이었다.
아데바요르는 독일에서 열린 2006년 FIFA 월드컵에 토고가 본선에 오르는데 힘을 거들었고, 대한민국, 스위스, 그리고 프랑스와의 조별 리그 3경기에서 모두 선발로 출전했지만, 단 한 골도 넣지 못했고, 국가대표팀도 조 최하위로 탈락했다. 아데바요르는 대회 후 주장으로 선임되었다.
그는 2006년 아프리카 네이션스컵에 차출되었고, 국가대표팀의 첫 경기에서 감독과의 언쟁 끝에 교체로 출전했다. 아데바요르는 본래 대회를 포기하고 귀가하기로 결정을 내렸지만, 국가대표팀 훈련에 남았다. 토고는 조별 리그 3경기에서 모두 패해 탈락했다. 그는 상여금 지급을 놓고 언쟁을 벌여 토고 국가대표팀에서 쫓겨났다. 그러나, 아데바요르는 2007년 9월에 토고 국가대표팀에 재차출되었다. 2008년 10월 11일, 그는 6-0 대승을 거둔 스와질란드와의 2010년 FIFA 월드컵 예선전에서 4골이나 기록했다.
부상을 당했지만, 아데바요르는 카메룬을 상대로 토고 경기에 뛰었다. 이 경기에서, 그는 토고의 결승골을 기록했다.
2010년 1월 8일, 아데바요르는 앙골라에서 열린 아프리카 네이션스컵을 치르러 가던 중 버스 공격 사건의 표적이 된 토고 선수단 중 한명이었다. 이 치명적인 공격에서, 선수들은 피해를 입지 않았지만, 다른 사람 3명이 사망했고, 토고는 대회에서 기권했다. 아데바요르도 2010년 4월 12일에 "저는 공격 사건 이래 수 주, 수 달 동안 생각을 짓누르는 것 같고, 아직도 그 날 오후 토고 대표팀 버스에 가해진 그 사건을 목격한 것이 아직도 생생합니다. 우리는 조국을 대표로 축구 경기를 하러 가는 축구 선수였지만, 우리를 죽이고 싶어 하는 자들의 공격을 받았습니다. 이 사건은 제가 잊을 수 없는 사건으로, 다시 경험하고 싶지 않은 순간입니다"라고 표의하며 국가대표팀에서 은퇴했다.
2011년 11월, 아데바요르는 토고 축구 협회가 안전을 약속한다는 전제 하에 국가대표팀에 복귀했고, 1-0으로 이긴 기니-비사우와의 2014년 FIFA 월드컵 예선전에서 복귀했다.

### 국가대표팀 득점 기록
아래의 점수에서 왼쪽의 점수가 토고의 점수이다.
| #  | 날짜             | 경기장                          | 상대             | 점수 | 결과 | 대회                              |
| -- | ---------------- | ------------------------------- | ---------------- | ---- | ---- | --------------------------------- |
| 1  | 2002년 10월 12일 | 케귀에 경기장, 로메             | 모리타니         | 1–0  | 1–0  | 2004년 아프리카 네이션스컵 예선전 |
| 2  | 2003년 6월 8일   | 케귀에 경기장, 로메             | 카보베르데       | 5–2  | 5–2  | 2004년 아프리카 네이션스컵 예선전 |
| 3  | 2003년 11월 16일 | 케귀에 경기장, 로메             | 적도 기니        | 1–0  | 2–0  | 2006년 FIFA 월드컵 예선전         |
| 4  | 2004년 6월 20일  | 케귀에 경기장, 로메             | 세네갈           | 1–0  | 3–1  | 2006년 FIFA 월드컵 예선전         |
| 5  | 2004년 9월 5일   | 케귀에 경기장, 로메             | 콩고 공화국      | 1–0  | 2–0  | 2006년 FIFA 월드컵 예선전         |
| 6  | 2004년 9월 5일   | 케귀에 경기장, 로메             | 콩고 공화국      | 2–0  | 2–0  | 2006년 FIFA 월드컵 예선전         |
| 7  | 2004년 10월 10일 | 케귀에 경기장, 로메             | 말리             | 1–0  | 1–0  | 2006년 FIFA 월드컵 예선전         |
| 8  | 2005년 6월 5일   | 케귀에 경기장, 로메             | 잠비아           | 1–0  | 4–1  | 2006년 FIFA 월드컵 예선전         |
| 9  | 2005년 6월 5일   | 케귀에 경기장, 로메             | 잠비아           | 4–1  | 4–1  | 2006년 FIFA 월드컵 예선전         |
| 10 | 2005년 6월 18일  | 레오폴 셍고르, 다카르           | 세네갈           | 2–2  | 2–2  | 2006년 FIFA 월드컵 예선전         |
| 11 | 2005년 9월 4일   | 케귀에 경기장, 로메             | 라이베리아       | 1–0  | 3–0  | 2006년 FIFA 월드컵 예선전         |
| 12 | 2005년 9월 4일   | 케귀에 경기장, 로메             | 라이베리아       | 3–0  | 3–0  | 2006년 FIFA 월드컵 예선전         |
| 13 | 2005년 10월 8일  | 알퐁스 마상바-데바, 브라자빌    | 콩고 공화국      | 1–1  | 3–2  | 2006년 FIFA 월드컵 예선전         |
| 14 | 2007년 2월 7일   | 케귀에 경기장, 로메             | 카메룬           | 2–0  | 2–2  | 친선경기                          |
| 15 | 2007년 3월 24일  | 케귀에 경기장, 로메             | 시에라리온       | 1–0  | 3–1  | 2008년 아프리카 네이션스컵 예선전 |
| 16 | 2007년 3월 24일  | 케귀에 경기장, 로메             | 시에라리온       | 3–1  | 3–1  | 2008년 아프리카 네이션스컵 예선전 |
| 17 | 2007년 11월 21일 | 오헤네 잔 경기장, 아크라        | 아랍에미리트     | 5–0  | 5–0  | 가나 4국 대회                     |
| 18 | 2008년 8월 20일  | 비외 프레, 드레                 | 콩고 민주 공화국 | 1–0  | 1–2  | 친선경기                          |
| 19 | 2008년 10월 11일 | 오헤네 잔 경기장, 아크라        | 스와질란드       | 2–0  | 6–0  | 2010년 FIFA 월드컵 예선전         |
| 20 | 2008년 10월 11일 | 오헤네 잔 경기장, 아크라        | 스와질란드       | 4–0  | 6–0  | 2010년 FIFA 월드컵 예선전         |
| 21 | 2008년 10월 11일 | 오헤네 잔 경기장, 아크라        | 스와질란드       | 5–0  | 6–0  | 2010년 FIFA 월드컵 예선전         |
| 22 | 2008년 10월 11일 | 오헤네 잔 경기장, 아크라        | 스와질란드       | 6–0  | 6–0  | 2010년 FIFA 월드컵 예선전         |
| 23 | 2009년 3월 28일  | 오헤네 잔 경기장, 아크라        | 카메룬           | 1–0  | 1–0  | 2010년 FIFA 월드컵 예선전         |
| 24 | 2012년 9월 8일   | 앙공제 경기장, 리브르빌         | 가봉             | 1–1  | 1–1  | 2013년 아프리카 네이션스컵 예선전 |
| 25 | 2012년 10월 14일 | 케귀에 경기장, 로메             | 가봉             | 2–0  | 2–1  | 2013년 아프리카 네이션스컵 예선전 |
| 26 | 2012년 11월 14일 | 모하메드 5세 경기장, 카사블랑카 | 모로코           | 1–0  | 1–0  | 친선경기                          |
| 27 | 2013년 1월 26일  | 로열 바포켕 경기장, 포켕        | 알제리           | 1–0  | 2–0  | 2013년 아프리카 네이션스컵        |
| 28 | 2014년 9월 10일  | 케귀에 경기장, 로메             | 가나             | 2–2  | 2–3  | 2015년 아프리카 네이션스컵 예선전 |
| 29 | 2014년 11월 15일 | 케귀에 경기장, 로메             | 기니             | 4–1  | 4–1  | 2015년 아프리카 네이션스컵 예선전 |
| 30 | 2015년 6월 14일  | 케귀에 경기장, 로메             | 라이베리아       | 2–1  | 2–1  | 2017년 아프리카 네이션스컵 예선전 |

## 평론 활동
아데바요르는 BBC 스포츠의 2010년 FIFA 월드컵 중계에서 평론을 맡았다.

## 사생활
아데바요르는 기혼 상태로 딸 캉드라 (2010년 6월 출생)를 두고 있다. 그는 피츠버그 리버하운즈의 미드필더 알렉스 알레를 조카로 두고 있기도 하다.
아데바요르는 자신의 믿음에 대해 "제가 인생에서 무언가를 할 때, 저를 창조한 신을 우러러 봅니다. 그는 제가 오늘 오른 위치에 오를 기회를 주셨고, 그 만이 저를 무너뜨릴 수 있습니다. 저에게 신보다 중요한 것은 없습니다"라고 말한 바 있다. 아데바요르는 출생하고 처음 4년 동안 걷지 못했다. 그의 모친은 어린 아데바요르를 대리고 아프리카를 돌아다니며 치료할 방법을 찾아다녔었다. 아데바요르는 자신의 '기적'에 대해 다음과 같이 말을 이어나갔다. "... 저는 일요일 오전 9시에서 10시가량 누워 있었고, 아이들이 노는 소리를 들을 수 있었습니다. 갑자기 누군가가 교회 안으로 공을 찼고, 그것을 보고 일어서서 뛴 것은 저였습니다. 제가 그 공을 가지고 싶었기 때문이지요."
이후 아데바요르는 이슬람교로 개종했다. 신의 궁금증을 이슬람교가 풀어주었기 때문에 개종했다고 한다.

## 경력 통계

### 클럽
2017년 1월 31일 기준
| 클럽            | 시즌      | 리그 | 리그 | 컵   | 컵 | 유럽 | 유럽 | 합계 | 합계 |
| 클럽            | 시즌      | 출장 | 골   | 출장 | 골 | 출장 | 골   | 출장 | 골   |
| --------------- | --------- | ---- | ---- | ---- | -- | ---- | ---- | ---- | ---- |
| 메스            | 2001–02   | 10   | 2    | 1    | 0  | —    | —    | 11   | 2    |
| 메스            | 2002–03   | 34   | 13   | 8    | 4  | —    | —    | 42   | 17   |
| 메스            | 합계      | 44   | 15   | 9    | 4  | —    | —    | 53   | 19   |
| 모나코          | 2003–04   | 31   | 8    | 4    | 0  | 9    | 0    | 44   | 8    |
| 모나코          | 2004–05   | 34   | 9    | 6    | 3  | 10   | 2    | 50   | 14   |
| 모나코          | 2005–06   | 13   | 1    | 1    | 0  | 7    | 3    | 21   | 4    |
| 모나코          | 합계      | 78   | 18   | 11   | 3  | 26   | 5    | 115  | 26   |
| 아스널          | 2005–06   | 13   | 4    | —    | —  | —    | —    | 13   | 4    |
| 아스널          | 2006–07   | 29   | 8    | 7    | 4  | 8    | 0    | 44   | 12   |
| 아스널          | 2007–08   | 36   | 24   | 3    | 3  | 9    | 3    | 48   | 30   |
| 아스널          | 2008–09   | 26   | 10   | 2    | 0  | 9    | 6    | 37   | 16   |
| 아스널          | 합계      | 104  | 46   | 12   | 7  | 26   | 9    | 142  | 62   |
| 맨체스터 시티   | 2009–10   | 26   | 14   | 5    | 0  | —    | —    | 31   | 14   |
| 맨체스터 시티   | 2010–11   | 8    | 1    | —    | —  | 6    | 4    | 14   | 5    |
| 맨체스터 시티   | 합계      | 34   | 15   | 5    | 0  | 6    | 4    | 45   | 19   |
| 레알 마드리드   | 2010–11   | 14   | 5    | 2    | 1  | 6    | 2    | 22   | 8    |
| 레알 마드리드   | 합계      | 14   | 5    | 2    | 1  | 6    | 2    | 22   | 8    |
| 토트넘 홋스퍼   | 2011–12   | 33   | 17   | 4    | 1  | —    | —    | 37   | 18   |
| 토트넘 홋스퍼   | 2012–13   | 25   | 5    | 1    | 0  | 8    | 3    | 34   | 8    |
| 토트넘 홋스퍼   | 2013–14   | 21   | 11   | 2    | 1  | 2    | 2    | 25   | 14   |
| 토트넘 홋스퍼   | 2014–15   | 13   | 2    | 2    | 0  | 2    | 0    | 17   | 2    |
| 토트넘 홋스퍼   | 합계      | 92   | 35   | 9    | 2  | 12   | 5    | 113  | 42   |
| 크리스털 팰리스 | 2015–16   | 12   | 1    | 3    | 0  | —    | —    | 15   | 1    |
| 크리스털 팰리스 | 합계      | 12   | 1    | 3    | 0  | —    | —    | 15   | 1    |
| 경력 합계       | 경력 합계 | 378  | 135  | 30   | 6  | 19   | 9    | 76   | 25   |

## 수상

### 클럽
모나코
- UEFA 챔피언스리그 준우승: 2003–04[6]

레알 마드리드
- 코파 델 레이: 2010–11[43]

### 개인
- BBC 아프리카 올해의 축구 선수: 2007
- 아프리카 올해의 축구 선수: 2008
- BBC 올해의 골: 2007–08
- 프리미어리그 PFA 올해의 팀: 2007–08